# Kalanchoe rosei
Kalanchoe rosei är en fetbladsväxtart som beskrevs av R.-hamet och Perrier. Kalanchoe rosei ingår i släktet Kalanchoe och familjen fetbladsväxter.

## Underarter
Arten delas in i följande underarter:
- K. r. serratifolia
- K. r. variifolia